# Giustina Prestento
Giustina Prestento (Gorizia, 1925 – Roma, 24 settembre 2008) è stata un'artista italiana.

## Biografia
Allieva del futurista Tullio Crali, studia arte e architettura a Venezia con Mario Deluigi e Carlo Scarpa. Frequenta l'ambiente artistico e conosce importanti esponenti della cultura e dell'arte, tra i quali Emilio Vedova e Luigi Nono. Le sue prime opere visive risalgono agli anni cinquanta. Negli anni sessanta si trasferisce a Milano, poi a New York, nel New Jersey e, nel 1970, a Roma.
Nel 1979 ha inizio la sua ricerca sulla intercomunicazione tra musica e immagine e quella tra i linguaggi del corpo. Esegue trasposizioni grafiche di figure sonore.
Segno, voce e gestualità sono intrecciati a formare un'opera unica visivo-dinamico-sonora che denomina “Opus Intercodex”, a cura di Enrico Crispolti.
Numerose le mostre e le performance in Italia e all'estero. Tra queste la XXI Biennale di San Paolo del Brasile, nel 1991 e nel 1994, e la XLVI Biennale di Venezia, nel 1995. Nel 2005 allestisce un'esposizione all'Auditorium Parco della Musica di Roma in occasione della presentazione della monografia Inter codices, con esecuzione di azioni dal vivo.
Ha tenuto seminari in Università degli Stati Uniti d'America e del Brasile.

## Opere
Le opere di Giustina Prestento sono presenti in vari musei, tra cui il Mart - Museo di arte moderna e contemporanea di Trento e Rovereto e il Centro per l’Arte Contemporanea Luigi Pecci, Fondazione per le Arti Contemporanee in Toscana, Prato.
Al Mart - Museo di arte moderna e contemporanea di Trento e Rovereto sono presenti le opere:
- Marta - opus intercodex n.4, dalla cartella Immagini di Musica, 1987/1990;
- Da Opus Intercodex n. 1, 1991;
- Marta - frammento, dalla cartella Immagini di Musica, 1991;
- Marta - Intrecci (tamburi), dalla cartella Immagini di Musica, 1992;
- Omar, dalla cartella Immagini di Musica, 1992.

Al Centro per l’Arte Contemporanea Luigi Pecci, Fondazione per le Arti Contemporanee in Toscana, Prato sono presenti le opere:
- Marta/Intrecci (1), 1988;
- Marta/Intrecci (2), 1988;
- Marta/Intrecci (3), 2000;
- Marta/Intrecci (4), 2000.